# Японская поп-культура
Японская массовая культура уникальна и своеобразна, но в то же время богата и многогранна.
Интерес к ней во всем мире растёт, на Западе про неё появляются всё новые и новые книги и исследования, а в некоторых странах Юго-Восточной Азии (как Гонконг) она давно уже является неотъемлемой частью собственного культурного пространства и может даже не восприниматься иностранной.
Среди форм японской поп-культуры можно выделить такие, как аниме (мультфильмы), мангу (комиксы), дорамы (телефильмы и телесериалы), литературные рассказы, популярную музыку, моду, современное искусство. При этом надо отметить, что в японских средствах массовой информации доминирует именно молодёжная культура. Причём такие явления, как японские фильмы про гигантских монстров, «Покемон» и Хелло Китти уже известны по всему миру.
Утверждают, что интерес на Западе к японской массовой культуре начался как раз с фильма «Годзилла», который вышел в Японии в 1954 году, а в американских кинотеатрах премьера состоялась в 1956-м. Потом про Годзиллу стали выходить новые и новые фильмы, и среди американских детей уровень его популярности был экстремально высок, почти как в Японии. Новая волна японской культуры пришла с появлением на телеэкранах США японских анимационных сериалов (аниме).